# 麹莽布支
麹·莽布支拉松（藏語：ཁུ་མང་པོ་རྗེ་ལྟ་ཟུང་།，？—705年），汉文史料称之为麹莽布支，吐蕃帝国的一位军事人物。
出身麹氏世袭贵族。698年，赞普赤都松赞诛杀论钦陵、铲除噶尔氏家族之后，让麹莽布支取代论钦陵，镇守与武周的边界。700年，麹莽布支率兵攻打凉州，围攻吐蕃降将赞婆驻守的昌松县。凉州都督唐休璟率军到达洪源谷，临阵登高，认为吐蕃军队虽然强盛，但麹莽布支不懂军事，因此容易取胜。唐休璟身先士卒，先后六次大破吐蕃军，斩杀麹莽布支的副将两人，斩首2500级。
704年，赤都松赞在征讨六诏的途中死去，吐蕃国内大乱。摄政的王太后没庐·赤玛类任命麹莽布支为大贡论以稳定局面。但麹莽布支图谋不轨，因此“获罪遭谴”，被罢免并被诛杀。韦·乞力徐尚年（乞力徐）继任大贡论一职。
707年，吐蕃举行夏季会盟，清点了麹氏家族与另一犯罪大臣洛氏家族被查抄的财产。